# Aracadaini
Aracadaini (Arakadaini), indijansko pleme, danas vjerojatno nestalo, koje je obitavalo na obalama rijeke rio Curiá u brazilskoj državi Amazonas. Neki izvori lociraju ih na rio Corodoá i rio Aroá, pritoke rio Cunhuá.